# アルベール・サンビ・ロコンガ
アルベール＝エムボヨ・サンビ・ロコンガ（Albert-Mboyo Sambi Lokonga, 1999年10月22日 - ）は、ベルギー・ブリュッセル市出身のサッカー選手。アーセナルFC所属。ポジションはMF。兄のポール＝ジョゼ・ムポクもサッカー選手。

## クラブ経歴
2014年にRSCアンデルレヒトのユースアカデミーに入所。2017年にトップチームに昇格し、プロ契約を締結。12月22日のKASオイペン戦でプロデビュー。プロ3年目の2019-20シーズン以降先発に定着。2020-21シーズンはリーグ戦33試合3ゴールと自己最高のシーズンを送り、同シーズン終了後にはアーセナルFCが、ロコンガの獲得を検討していると報じられた。
2021年7月19日、アーセナルFCに移籍することが公式発表された。背番号は23番。同年8月14日、21-22シーズン開幕戦となるブレントフォードFCとの試合で先発出場しプレミアリーグデビューを果たした。同年12月18日、プレミアリーグのリーズ戦前の新型コロナテストで陽性であることが判明した。
2023年1月31日、クリスタル・パレスFCへシーズン終了までローン移籍することが発表された。
2023年9月1日、ルートン・タウンFCへ1シーズンのローン移籍することが公式発表された。
2024年7月15日、セビージャFCに買取オプション付きのレンタルで移籍した。

## 代表歴
2016年からユース世代のベルギー代表に随時招集。2021年3月にフル代表初招集。5月にはUEFA EURO 2020代表の予備メンバーに選出された。同年9月2日、W杯欧州予選のエストニア代表戦で途中出場しベルギーA代表デビューを果たした。

## 個人成績
| クラブ         | シーズン | リーグ         | リーグ戦 | リーグ戦 | カップ戦 | カップ戦 | リーグ杯 | リーグ杯 | 国際大会 | 国際大会 | その他 | その他 | 合計 | 合計 |
| クラブ         | シーズン | リーグ         | 出場     | 得点     | 出場     | 得点     | 出場     | 得点     | 出場     | 得点     | 出場   | 得点   | 出場 | 得点 |
| -------------- | -------- | -------------- | -------- | -------- | -------- | -------- | -------- | -------- | -------- | -------- | ------ | ------ | ---- | ---- |
| アンデルレヒト | 2017-18  | ジュピラー     | 7        | 0        | 0        | 0        | -        | -        | 0        | 0        | 0      | 0      | 7    | 0    |
| アンデルレヒト | 2018-19  | ジュピラー     | 6        | 0        | 0        | 0        | -        | -        | 2        | 0        | 0      | 0      | 8    | 0    |
| アンデルレヒト | 2019-20  | ジュピラー     | 23       | 0        | 3        | 0        | -        | -        | -        | -        | 0      | 0      | 26   | 0    |
| アンデルレヒト | 2020-21  | ジュピラー     | 33       | 3        | 4        | 0        | -        | -        | -        | -        | 0      | 0      | 37   | 3    |
| アンデルレヒト | 通算     | 通算           | 69       | 3        | 7        | 0        | -        | -        | 2        | 0        | 0      | 0      | 78   | 3    |
| アーセナル     | 2021-22  | プレミアリーグ | 1        | 0        | 0        | 0        | 0        | 0        | -        | -        | 0      | 0      | 1    | 0    |
| アーセナル     | 通算     | 通算           | 1        | 0        | 0        | 0        | 0        | 0        | -        | -        | 0      | 0      | 1    | 0    |
| 総通算         | 総通算   | 総通算         | 70       | 3        | 7        | 0        | 0        | 0        | 2        | 0        | 0      | 0      | 79   | 3    |